# НВК «Прогрес»
51°00′58″ пн. ш. 31°51′16″ сх. д. / 51.016062° пн. ш. 31.85431° сх. д.
Науково-виробничий комплекс «Прогрес» — підприємство оборонно-промислового комплексу (ОПК) України, що спеціалізується на розробці та виробництві складних оптичних, оптико-електронних і оптико-механічних приладів та гіроскопічних пристроїв, медичної техніки, теплових насосів, теплообмінних пристроїв, різних товарів народного споживання.

## Основна діяльність НВК «Прогрес»
Наявність власних конструкторського і проектно-технологічного бюро дозволяє приділяти велику увагу дослідженням та розробкам і випускати вироби, що відповідають найсучаснішим стандартам. Сфера діяльності комплексу — оборонна та авіаційно-космічна промисловість.
Підприємство здійснює виробництво керованих артилерійських снарядів (типу «Квітник»), пасивно-активної лазерної системи прицільної стрільби для вертольотів, станції оптико-електронної протидії (типу «Адрос КТ-01АВ») для захисту вертольотів від ураження керованими ракетами з інфрачервоними головками самонаведення (ГСН), пристрої зниження теплової помітності вертольотів (екранно-вихлопний пристрій АП-1В), авіаційні стрілецькі приціли (типу С-17 різних модифікацій для літаків Су-17, Су-22, Су-25, вертольотів Мі-24, Ка-25), теплові головки самонаведення (теплова ГСН типу 9Е418 для ЗРК «Ігла-1», теплові ГСН типу 60ТІ й 75Т для авіаційних ракет Р-60 та Р-62М), лазерні напівактивні головки самонаведення (типу 9Е421 для керованих артилерійських снарядів), радіостанції, мисливські оптичні приціли (ПО 4×34 і ПАМ), лампи щільові (ЩЛ-2Б), фотооб'єктиви (Мир-24Н, Калейнар-5Н, Теленар-Н, МС Яшма-4Н), мікроскопи (МОС-ОФ), столики офтольмологічні, теплові насоси і теплообмінники тощо.